# 안면인식장애
안면인식장애(顔面認識障礙, 영어: face blindness)은 뇌 손상에 의한 실인의 일종으로, 특히 얼굴을 봐도 그 표정을 식별하지 못하고, 누구의 얼굴인지 모르고, 때문에 개인을 식별할 수 없게 되는 증상을 가리킨다. 의료계에서는 안면실인증(顔面失認症, 영어: prosopagnosia), 얼굴인식불능증이라고도 하며 흔히 실인증이라고도 불린다. 머리 손상이나 뇌종양 혈관 장애 등이 후천적으로 안면실인을 유발하는 요인이 된다.

## 역사
친한 지인의 얼굴이 갑자기 인식할 수 없게 된다는 전형적인 증상은 옛부터 확인되고 있고, 투키디데스의 《펠로폰네소스 전쟁사》엔 머리를 다친 군인의 사례가 기술되어 있으며, 이후에도 비슷한 사례가 많이 보고되어 왔다. 1947년에 일련의 증상을 독일의 신경학자 요아힘 보다머가 "다른 인지 기능에는 지장이 없는 선택적인 장애"로 정리해 안면실인이라고 명명했다.

## 증상

### 인지 기능 장애
시각실인 등의 다른 실인뿐만 아니라, 안면실인의 발증자도 눈코입 등 개별 얼굴의 부품이나 윤곽 등을 인식할 수 있다. 그러나 이를 전체로 "하나의 얼굴"로 인식할 수 없기 때문에, 인간의 얼굴의 구별이 되지 않음, 기억할 수 없음, 남녀의 구별, 표정을 모르는 등의 증상을 호소한다. 따라서 발증자는 개인의 인식을 착의와 목소리 등 얼굴 이외의 정보에 의해 실시하는 경우가 많다. 그러나 장애의 정도에 따라 매우 친한 인간은 식별할 수 있는 경우도 있어, 사례별로 상당한 차이가 있다.
또한 같은 분류에 있는 것을 구별하는 것이 어렵기 때문에, 예를 들어 자동차의 차종 구분이 붙지 않는다는 증례를 병발하는 사례도 보고되고 있지만, 이를 안면실인과 동일시할 것인가에 대해서는 논란이 있다.

### 뇌 기능 장애
인간의 얼굴을 인식·식별하는 기능은 측두엽·후두엽에 편재하는 "얼굴 영역"이라고 불리는 부위에 의존하고 있는 것으로 알려져, 이 신경이 어떠한 원인으로 장애를 일으켜 안면실인에 이르는 것으로 간주된다.

### 선천성
선천적으로 안면실인이 발병할 확률은 2% 정도로 추정되고 있으며, 일반적인 상상보다 꽤 많다.
인간의 개체 식별은 얼굴 인식뿐만 아니라 목소리와 착의, 체격, 행동 등 다양한 정보를 종합하여 이루어지고 있으며, 얼굴 인식에 오류가 있어도 다른 기능으로 보상하고 일상 생활에 지장을 초래하지 않기 때문에, 안면실인을 자각하지 않는 사람이 상당히 존재하는 것으로 생각된다.
또한, 유전에 의한 타고난 사례일 가능성도 부정할 수 없고, 1999년에는 아버지와 두 딸에만 장애가 나타나, 어머니와 아들은 장애가 나타나지 않은 가족이 보고되고 있다.

## 판정
다양한 얼굴 인식 검사로 판정된다. 대표적으로는
- 유명인의 얼굴과 낯선 사람의 얼굴과 이름과 사진을 보여 답하게한다.
- 기쁨, 슬픔, 분노, 보통 얼굴의 4종류의 사진에서 표정을 판정한다.

등이 있다. 발병자는 정답률이 유의한 차이를 보인다.

## 안면실인이 된 유명인
- 제3대 솔즈베리 후작 로버트 개스코인세실
- 폴 디랙
- 휴버트 드레이퍼스
- 제인 구달
- 올리버 색스
- 켄 나카야마 - 하버드 대학의 안면실인 연구소 대표[6]
- 브래드 피트 - 본인에 의한 신고[7]

## 참고 문헌
- Bruce, V.; Young, A. (2000). 《In the Eye of the Beholder: The Science of Face Perception》. Oxford University Press. ISBN 978-0-19-852439-7.
- Duchaine, BC; Nakayama, K (April 2006). “Developmental prosopagnosia: a window to content-specific face processing”. 《Current Opinion in Neurobiology》 16 (2): 166–73. doi:10.1016/j.conb.2006.03.003. PMID 16563738. S2CID 14102858.
- Farah, Martha J. (1990). 《Visual agnosia: disorders of object recognition and what they tell us about normal vision》. Cambridge: M.I.T. Press. ISBN 978-0-262-06135-3. OCLC 750525204.
- Oliver Sacks (2010년 8월 30일). “Prosopagnosia, the science behind face blindness”. 《The New Yorker》. 2014년 8월 10일에 확인함.
- Heather Sellers (2010). 《You Don't Look Like Anyone I Know》. Riverhead Hardcover. ISBN 978-1-59448-773-6. OCLC 535490485.
- Lyall, Sarah (2017년 11월 27일). “Face Blindness: Sarah Lyall on a curious condition”. 《Five Dials》. 2017년 12월 4일에 원본 문서에서 보존된 문서. 2019년 8월 31일에 확인함.
- Dingfelder, Sadie (2019년 8월 21일). “My life with face blindness: I spent decades unable to recognize people. Then I learned why.”. 《Washington Post》 (영어). 2019년 8월 31일에 확인함.

## 같이 보기
- 무감정표현
- 편도체
- 무상상
- 인지 신경심리학
- 은밀 얼굴 인식
- 얼굴 지각
- 페이스 블라인드 (영화)
- 프레골리 망상
- N170
- 거울-자체 오인
- 안면망각
- 생체인증
- 초인식자
- 측두엽 간질
- 대처 효과